# Choi Yu-jin
Choi Yu-jin (hangul: 최유진; Jeonju, Jeolla do Norte, 12 de agosto de 1996) é uma cantora e atriz sul-coreana. É integrante do grupo CLC, formado pela Cube Entertainment. Deu início a sua carreira de atriz na websérie Nightmare High, da Naver TV. Em 2021, foi a terceira colocada no reality Girls Planet 999, tornando-se integrante do grupo Kep1er.

## Vida pessoal
Choi Yu-jin nasceu em 12 de agosto de 1996, na cidade de Jeonju, localizada na província de Jeolla do Norte, Coreia do Sul. Durante o ensino médio, frequentou a Hanlim Multi Art School. Sua formatura ocorreu em fevereiro de 2015.

## Carreira

### Anos iniciais
Entre as integrantes de CLC, Choi Yu-jin foi a que passou  mais tempo treinando: foram mais de quatro anos de treinamento até sua estreia na indústria musical, em 2015.
Em 2013, Yujin colaborou com Yang Yo-seob, à época artista da Cube Entertainment, na canção "Perfume", lançada em 30 de abril daquele ano, como parte do primeiro "Voice Project" da Cube Entertainment. Ela foi creditada como integrante do grupo de trainees Cube Girls.
Em 2014, ao lado de três futuras integrantes de CLC, Sorn, Seungyeon e Yeeun, Yujin apareceu no videoclipe "Beep Beep" do grupo masculino BtoB. No mesmo ano, todas as cinco integrantes originais de CLC apareceram no videoclipe "Pretty Lingerie" de G.NA, e participaram de atividades promocionais como dançarinas de fundo.
Em 2015, antes de sua estreia oficial como CLC, o quinteto de trainees fez apresentações voluntárias de rua para ajudar crianças com deficiências de desenvolvimento. Outras atividades de pré-estreia do quinteto também envolvem o lançamento de uma canção autoral, "You're My Love", através do serviço de música online Melon e de seu canal oficial no YouTube.

### 2015–2020: Estreia com CLC e estreia como atriz

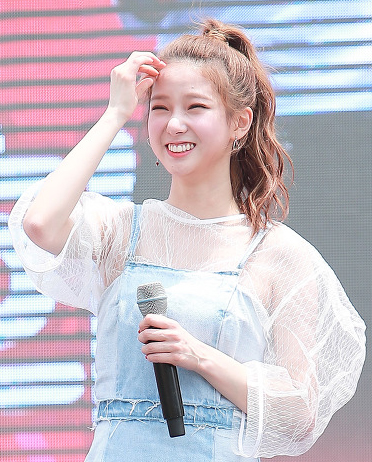
Yujin apresentando-se em festival, em junho de 2017.

Em 13 de março de 2015, a agência e gravadora Cube Entertainment divulgou informações e imagens de perfil de Yujin por meio de suas redes sociais oficiais. Ela foi a quarta integrante de CLC a ser revelada, após Yeeun, Sorn e Seungyeon, e foi apresentada como sub-vocalista e dançarina principal do grupo. Yujin e as demais integrantes do CLC foram selecionadas como modelos para a marca de roupas sul-coreana SMART Uniform, ao lado dos grupos de K-pop Got7 e B1A4.
Yujin fez sua estreia como integrante do grupo do CLC em 19 de maio de 2015, com o lançamento do single "Pepe" e do EP First Love, do qual todos os rendimentos foram doados a crianças com deficiências de desenvolvimento.
Em 17 de agosto de 2015, Yujin se juntou ao elenco do programa Real Man para um especial de "soldados femininos", como a integrante mais jovem de uma equipe de dez artistas convocadas, que incluiam a rapper Jessi, a apresentadora de televisão japonesa Sayuri Fujita e a ex-tenista Jeon Mi-ra. Ela ganhou grande reconhecimento após participar do programa, onde chamou a atenção por conquistar o primeiro lugar em uma missão de flexões, apesar de ter um porte físico bastante magro. Graças a esse fato, Yujin se tornou viral, sendo retratada pela mídia como "uma 'menina bonita' que se transformou em uma 'digna soldado bebê'", posteriormente sendo apelidada de "Soldado Bebê" e "Ídolo Patriótica" por soldados das Forças Armadas e pelos telespectadores do programa.
A participação de Yujin no programa Real Man terminou no final de setembro de 2015, entretanto, durante a temporada de premiações de final de ano, a mesma dividiu o palco com suas antigas colegas de elenco Jessi e Kim Hyun-sook em uma apresentação cover de "I'm Your Girl" do grupo feminino S.E.S., durante a premiação MBC Entertainment Awards 2015.
Em 2016, Yujin fez sua estreia como atriz na websérie Nightmare High, produzida pela da Naver TV, no papel de Cheon Yoo-na. No mesmo ano, ela foi escalada como uma das protagonistas femininas de Green Fever, uma prequela do drama coreano Lily Fever (2015).

### 2021–presente:Girls Planet 999e estreia com Kep1er
Em 2021, Yujin fez uma participação especial na sitcom So Not Worth It, da Netflix. Em junho de 2021, Yujin se juntou ao reality show de sobrevivência Girls Planet 999, produzido pelo canal de televisão Mnet, como uma das 33 participantes coreanas. Durante o episódio final do programa, Yujin classificou-se em terceiro lugar, o que lhe garantiu a oportunidade de estrear como parte do grupo feminino formado pelas nove vencedoras do reality show, chamado de Kep1er.

## Discografia

### Singles
| Título                                                                                   | Ano          | Melhores posições nas tabelas | Vendas         | Álbum            |
| Título                                                                                   | Ano          | KOR                           | Vendas         | Álbum            |
| Colaborações                                                                             | Colaborações | Colaborações                  | Colaborações   | Colaborações     |
| ---------------------------------------------------------------------------------------- | ------------ | ----------------------------- | -------------- | ---------------- |
| "Perfume" com Yang Yo-seob (creditada como parte de Cube Girls)                          | 2013         | 22                            | - KOR: 172,881 | Single sem álbum |
| "—" indica lançamentos que não figuraram nas paradas ou não foram lançados nessa região. |              |                               |                |                  |

### Créditos de composição
| Ano  | Artista           | Canção           | Álbum            | Letras | Música |
| ---- | ----------------- | ---------------- | ---------------- | ------ | ------ |
| 2015 | CLC (pré-estreia) | "You're My Love" | Single sem álbum | Yes    | Yes    |

## Filmografia

### Webséries
| Ano  | Título          | Plataforma | Papel        | Notas           | Ref.   |
| ---- | --------------- | ---------- | ------------ | --------------- | ------ |
| 2016 | Nightmare High  | Naver TV   | Cheon Yoo-na | Papel de apoio  | [ 2 ]  |
| 2017 | Green Fever     | Naver TV   | Yoo Jin      | Papel principal | [ 22 ] |
| 2021 | So Not Worth It | Netflix    | Han Hyun-ah  | Sitcom          | [ 28 ] |

### Programas de televisão
| Ano  | Título              | Emissora | Papel                          | Notas                                                                                      | Ref.   |
| ---- | ------------------- | -------- | ------------------------------ | ------------------------------------------------------------------------------------------ | ------ |
| 2015 | Real Man            | MBC      | Integrante do elenco           | Segunda temporada, terceira edição feminina, como parte da equipe Poison Spider            | [ 11 ] |
| 2019 | King of Mask Singer | MBC      | Participante como "Star Candy" | Episódio 223                                                                               | [ 29 ] |
| 2021 | Girls Planet 999    | Mnet     | Participante                   | Programa de sobrevivência que determinou os membros de Kep1er. Terminou em terceiro lugar. | [ 23 ] |

### Aparições em videoclipes
| Ano  | Artista | Título      | Ref.                |
| ---- | ------- | ----------- | ------------------- |
| 2014 | BtoB    | "Beep Beep" | [carece de fontes?] |
| 2014 | G.NA    | "Secret"    | [ 5 ]               |

## Prêmios e indicações
| Cerimônia de Premiação   | Ano  | Categoria                                                | Indicação                            | Resultado | Ref.   |
| ------------------------ | ---- | -------------------------------------------------------- | ------------------------------------ | --------- | ------ |
| MBC Entertainment Awards | 2015 | Best Teamwork Award (Prêmio de Melhor Trabalho em Grupo) | Real Man Season 2 - Female Edition 3 | Venceu    | [ 30 ] |